# كيكو فوجيموري
كيكو فوجيموري ( مواليد 25 مايو 1975) هي سياسية بيروفية وهي الابنة الكبرى لرئيس بيرو السابق ألبرتو فوجيموري وسوزانا هيجوتشي.